# Instituto Superior de Angola
O Instituto Superior de Angola (ISA) é uma instituição de ensino superior privada angolana, sediada em Cacuaco, na província de Luanda, Angola. Fundada em 2012, a instituição oferece uma variedade de cursos de graduação em áreas como Ciências Económicas, Saúde, Ciências e Tecnologia, Ciências Sociais e Humanas e Engenharia.
Desde sua fundação, o ISA tem investido em inovação e excelência em todas as suas áreas de atuação. A instituição conta com um corpo docente altamente qualificado, formado por professores com experiência académica e profissional. Além disso, o ISA possui uma infraestrutura moderna e completa, com laboratórios, bibliotecas e espaços de convivência que proporcionam um ambiente propício para o aprendizado.
O ISA tem como objetivo continuar crescendo e se consolidando como uma instituição de ensino superior de referência em Angola e no mundo. A instituição pretende ampliar sua oferta de cursos, investir em pesquisa e inovação, e fortalecer sua atuação internacional.

## História
- 2012: Fundação do ISA, com a oferta inicial de cursos de licenciatura em áreas estratégicas para o desenvolvimento do país.
- 2014: Ampliação da oferta de cursos, incluindo novas licenciaturas e programas de pós-graduação.
- 2016: Reconhecimento do ISA como instituição de ensino superior de referência em Angola, com destaque para a qualidade do corpo docente e infraestrutura.
- 2018: Lançamento de programas de intercâmbio internacional, proporcionando aos estudantes a oportunidade de vivenciar experiências académicas em outros países.
- 2020: Adaptação rápida ao ensino remoto durante a pandemia de COVID-19, garantindo a continuidade da formação dos estudantes.
- 2022: Comemoração dos 10 anos do ISA, com a realização de eventos especiais e o lançamento de novos projetos.

## Cursos oferecidos
Lista de cursos autorizados segundo o Decreto executivo n.º 436/12
- Análises Clínicas
- Direito
- Enfermagem
- Gestão de Empresas
- Psicologia Clínica
- Ensino Primário
- Ensino da Infância
- Gestão de Recursos Humanos
- Engenharia Informática
- Engenharia Eletrônica
- Construção Civil
- Sociologia
- Educação Física
- Comunicação Social
- Marketing
- Economia
- Agronomia
- Ciências Alimentares
- Ciências Aeronáuticas
- Ciências Políticas